# 리쌍컴퍼니
리쌍컴퍼니(Leessang Company)는 리쌍의 일원 길과 개리가 설립한 공연 기획사이다. 리쌍컴퍼니는 공연 기획 외에도 엔터테인먼트 사업을 하고 있다. 리쌍의 콘서트 투어 《리쌍극장》을 직접 기획 및 제작했다. 2017년 리쌍이 해체되면서 리쌍컴퍼니도 폐업되었다.

## 소속인
- 리쌍 (개리, 길)
- 정인